# Zapod
Zapod è una frazione del comune di Kukës in Albania (prefettura di Kukës).
Fino alla riforma amministrativa del 2015 era comune autonomo, dopo la riforma è stato accorpato, insieme agli ex-comuni di Arrën, Bicaj, Bushtricë, Grykë-Çajë, Kalis, Kolsh, Malzi, Shtiqën, Shishtavec, Surroj, Tërthore, Ujëmisht e Topojan a costituire la municipalità di Kukës.

## Località
Il comune era formato dall'insieme delle seguenti località:
- Orgjost
- Kosharisht
- Pakisht
- Zapod
- Orcikel
- Bele
- Lojm